# ۱۰۷ دلو
۱۰۷ دلو یک ستاره است که در صورت فلکی دلو قرار دارد.